# Dongfang Electric
Dongfang Electric (kurz: DEC; chinesisch 东方电气; ehemaliger/vollständiger Name [China] Dongfang Electric [Group] Corporation) ist ein chinesischer Elektro-, Maschinen- und Anlagenbau-Konzern. Das Staatsunternehmen steht unter der Kontrolle des Staatsrates der Volksrepublik China. Es hat seinen Hauptsitz in Chengdu, der Hauptstadt der Provinz Sichuan.
DEC liefert verschiedenste Geräte, Maschinen und Anlagen, insbesondere für die elektrische Energieerzeugung und -übertragung bis hin zu kompletten Großkraftwerken, sowie den elektrischen Schienenverkehr. Gemeinsam mit der international ausgerichteten Tochter Dongfang Electric Corporation Limited (DEC Ltd.) gehört DEC zu den größten Anbietern elektrotechnischer Ausrüstung weltweit.
Die Tochter DEC Limited ist als Aktiengesellschaft (chin. 有限公司, Yǒuxiàn Gōngsī) angelegt und wird an den Börsen in Hong Kong (SEHK: 1072) und Shanghai (SSE: 600875) gehandelt. DEC ist im Aktienindex SSE 180 gelistet.

## Geschichte
Der Vorgänger der DEC ist die 1958 gegründete Dongfang Elektromaschinenfabrik (engl. Dongfang Electric Machinery Plant; chin. 东方电机厂). Hieraus entstand 1984 die China Dongfang Electric Corporation.
1993 wurde die China Dongfang Electric Machinery Plant restrukturiert. Es folgte der Börsengang der Tochter Dongfang Electric Machinery Company Limited (chin. 东方电机股份有限公司) an den Börsen in Hong Kong (1994) und Shanghai (1995).
2007 wurde die Dongfang Electric Machinery Company mit der China Dongfang Electric Corporation verschmolzen und firmierte nun als Dongfang Electric Corporation Limited (chin. 东方电气股份有限公司).

## Produkte und Dienstleistungen
DEC liefert Ausrüstung für folgende Industriezweige:
- Elektrische Energietechnik (Energieerzeugung, -überttragung und -verteilung)
  - Generatoren und große Elektromotoren
  - Dampfkessel und Abhitzedampferzeuger, Dampfturbinen mit Zubehör und komplette Dampfkraftwerke, darunter auch Geothermie- und Biomasseheizkraftwerke
  - Gasturbinen mit Zubehör und komplette GuD-Kraftwerke
  - Wasserturbinen mit Zubehör und komplette Wasserkraftwerke
  - Windkraftanlagen mit Zubehör und komplette Windparks
  - Ausrüstung für Kernkraftwerke (z. B. Kernreaktor EPR) und andere Nuklearanlagen
  - Ausrüstung für Solarkraftwerke
  - Große Diesel- und Gasmotoren zur Stromerzeugung
  - Ausrüstung für Umspannwerke: Transformatoren, Hochspannungsschalter etc.
  - Hochspannungskabel, Isolatoren, Freileitungsmasten, …
- Elektrischer Schienenverkehr und Transport:
  - elektrische Lokomotiven und Triebwagen, S- und U-Bahn-Systeme, …
  - elektrische Bahnanlagen: Signale, Oberleitungen, Stromschienen, …
  - Ausrüstung für Häfen und Güterbahnhöfe: Kräne, Verladebrücken, Transportfahrzeuge, …
  - Schiffe
  - allgemeiner Stahlbau
  - Lastwagen, Baufahrzeuge und Bagger
- Umwelttechnik:
  - Wasseraufbereitungsanlagen
    - Anlagen zur Frischwassergewinnung (Brunnen) und -aufbereitung (Wasserwerke)
    - Abwasserreinigungsanlagen
    - Meerwasserentsalzungsanlagen

  - Rauchgasreinigungsanlagen
- diverse Schwerindustrie:
  - Ausrüstung für Hüttenwerke
  - Ausrüstung für Zementwerke
  - Ausrüstung für den Bergbau und Rohstoffaufbereitung
  - Ausrüstung für die Chemieindustrie (Behälter, Apparate, …)
  - Ausrüstung für Zuckerfabriken